# Замок Кілкор
Замок Кілкор (англ. Kilcor Castle) — один із замків Ірландії, розташований в графстві Корк.

## Історія замку Кілкор
У часи раннього середньовіччя на місці замку Кілкор була так звана «кругла фортеця» — типова для Ірландії оборонна споруда. У XVI—XVII століттях замок Кілкор був у власності однієї з гілок аристократичної родини Фіцджеральд. Згідно місцевих переказів під час повстання за незалежність Ірландії 1641—1652 роках замком володіли ченці з ордену Кастеліонів. На території замку в свій час були знайдені кам'яні хрести. Нинішня споруда замку Кілкор була побудована ірландським кланом О'Браєн. У XVIII—XIX століттях замок був резиденцією вождів однієї з гілок клану О'Браєн. У середині ХІХ століття — в 1851 році замок продали, Корнеліус О'Браєн переїхав в Мітчелстаун. У 1937 році замком володів Корнеліус О'Браєн. У той час Гріффіт проводив оцінку нерухомості Ірландії замок був оцінений в £17,15. Замок Кілкор в середині ХІХ століття купив Френсіс Дойн Дваєр, чий батько — Джон Дваєр був секретарем Джона Фіцгіббона — І графа Клер. Пізніше замок перейшов у власність родини Філіпс внаслідок шлюбу. У 1940 році Ірландська туристична асоціація, що замок Кілкор — резиденція капітана Г. Філіпса.